# Radyvyliv
Radyvyliv (en ukrainien : Радивилів) ou Radivilov (en russe : Радивилов ; en polonais : Radziwiłów) est une ville de l'oblast de Rivne, en Ukraine, et le centre administratif du raïon de Radyvyliv puis du raïon de Doubno depuis 2020. Sa population s'élevait à 10 472 habitants en 2021.

## Géographie
Radyvyliv se trouve à 10 km au nord-est de Brody, à 90 km au sud-ouest de Rivne, à 94 km à l'est-nord-est de Lviv et à 377 km à l'ouest de Kiev.

## Histoire
Radyvyliv sous le nom de Radziwilow est mentionnée pour la première fois en 1564 en tant que possession des magnats Radziwill, d'origine polono-lituanienne. Elle fait alors partie du grand-duché de Lituanie. Mais après l'union de Lublin de 1569, elle est directement placée sous la subordination du Royaume de Pologne. Au XVIIIe siècle, la ville est la possession des Malczewski. En 1775, Kajetan Miączyński hérite de Radziwilow, avec ses 146 maisons, mais elle est vendue en 1789 au banquier Karol Schultz de Varsovie.
À la suite de la première partition de la Pologne, en 1772, Radziwilow devient une ville-frontière et le reste jusqu'à la chute finale de la république des Deux Nations en 1795. Elle fait ensuite partie de l'Empire russe, son nom en russe étant alors Radivilov, jusqu'à la fin de la Première Guerre mondiale. Le rattachement à la Russie profite à la ville qui devient le centre d'un district douanier de la frontière occidentale de la Russie. Pendant les guerres napoléoniennes, le blocus continental place Radivilov au centre d'un commerce intense de marchandises, qui franchissent illégalement la frontière.
Dans le cadre de la réforme administrative du tsar Alexandre II, en 1866, Radivilov devient le siège d'un volost éponyme dans le district (ouïezd) de Kremenets, mais n'obtient le statut de ville qu'en 1870. En 1873, Radivilov est reliée au réseau de chemin de fer international et connaît une lente industrialisation avec l'ouverture de sa gare. Sa population passe de 2 500 à 7 500 habitants entre 1870 et 1890, en dépit d'un incendie dévastateur en 1882. En 1910, elle double encore. Mais en raison de l'intensité des combats de la Première Guerre mondiale, de la guerre polono-ukrainienne puis de la guerre russo-polonaise de 1920, sa population retombe sous les 5 000 habitants en 1923.
Dans l'entre-deux-guerres, Radyvyliv, selon sa nouvelle appellation ukrainienne, fait d'abord théoriquement partie de l'éphémère république populaire d'Ukraine de 1918 à 1920, puis dépend de la voïvodie polonaise de Volhynie. À la suite du Pacte germano-soviétique, elle est annexée par l'Union soviétique en 1940 sous le nom de Tchervonoarmiisk (en ukrainien : Червоноармійськ ; russe : Червоноармейск), qui signifie littéralement « Ville de l'Armée rouge ». Elle est ensuite occupée par l'Allemagne nazie le 30 juin 1941. En 1942, la plupart des 3 000 Juifs de la ville sont assassinés dans la localité voisine de Porokhovnia. Après quatre mois de combats, qui détruisent la plus grande partie de la ville, elle est libérée le 19 mars 1944 par l'Armée rouge. Une partie de la population ukrainienne rejoint l'Armée insurrectionnelle ukrainienne (UPA). La majorité des habitants polonais est transférée en Pologne soit pendant la guerre, chassés par l'UPA, soit après la guerre sur la base d'un accord entre la république populaire de Pologne et l'Union soviétique.
Après la Seconde Guerre mondiale, l'arrivée progressive de paysans ukrainiens fait de Tchervonoarmiisk, ville auparavant juive, polonaise et ukrainienne (avec quelques fonctionnaires russes à l'époque tsariste), une petite cité presque exclusivement ukrainienne. En 1991, à la suite de l'indépendance retrouvée de l'Ukraine, Tchervonoarmiisk est renommée Radyvyliv le 3 mars 1993.

## Population
Recensements ou estimations de la population :
| 1959* | 1970* | 1979* | 1989*  | 2001*  | 2010   |
| ----- | ----- | ----- | ------ | ------ | ------ |
| 4 205 | 5 414 | 7 831 | 10 353 | 10 311 | 10 479 |

| 2011   | 2012   | 2013   | 2014   | 2015   | 2016   |
| ------ | ------ | ------ | ------ | ------ | ------ |
| 10 487 | 10 501 | 10 508 | 10 558 | 10 559 | 10 499 |

| 2017   | 2018   | 2019   | 2020   | 2021   | - |
| ------ | ------ | ------ | ------ | ------ | - |
| 10 498 | 10 493 | 10 491 | 10 476 | 10 472 | - |

## Personnalité
- Honoré de Balzac (1799-1850), écrivain français, passa souvent par Radyvyliv durant ses séjours en Ukraine, entre 1847 et 1850.